# Landolphia lanceolata
Landolphia lanceolata är en oleanderväxtart som först beskrevs av Karl Moritz Schumann, och fick sitt nu gällande namn av Marcel Pichon. Landolphia lanceolata ingår i släktet Landolphia och familjen oleanderväxter. Inga underarter finns listade i Catalogue of Life.